# Виктория и Абдул
«Виктория и Абдул» (англ. Victoria and Abdul) — британский кинофильм режиссёра Стивена Фрирза по одноимённому роману писательницы Шрабани Басу. Мировая премьера состоялась 3 сентября 2017 года на Международном кинофестивале в Венеции. Широкий прокат в США — с 22 сентября 2017, в России — с 14 декабря 2017 года. В 2018 году лента была номинирована на «Оскар» в категориях «Лучший грим и прически» и «Лучшие костюмы», а Джуди Денч, сыгравшая в фильме главную роль, претендовала на «Золотой глобус» и Премию Гильдии актёров в номинации «Лучшая женская роль».

## Сюжет
Взойдя на престол в возрасте 19 лет, Виктория стала королевой Великобритании и Ирландии, а позже — и императрицей Индии. Среди бесчисленных подданных короны был красавец Абдул Карим. Появившись, казалось бы, ниоткуда, он превратился в очень влиятельного человека при дворе. Ему завидовали, против него плели интриги, а его отношения с Викторией обсуждали не только в Англии, но и во всем мире.

## В ролях
- Джуди Денч — Королева Виктория
- Али Фазал — Абдул Карим
- Эдди Иззард — Берти, принц Уэльский
- Тим Пиготт-Смит — Генри Понсонби
- Адиль Ахтар — Мухаммед
- Саймон Кэллоу — Джакомо Пуччини
- Майкл Гэмбон — Лорд Солсбери
- Джулиан Уэдэм — Алик Йорк
- Оливия Уильямс — Джейн Спенсер, баронесса Черчилль
- Фенелла Вулгар — мисс Фиппс
- Джонатан Харден — Вильгельм II
- Пол Хиггинс — сэр Джеймс Рейд, врач королевы
- Робин Соанс — Артур Бигге
- Сух Ойла — Карим

## Производство
17 июня 2016 года стало известно, что Джуди Денч вновь сыграет роль королевы Виктории (впервые актриса вошла в образ королевы в фильме 1997 года «Миссис Браун») в экранизации романа Шрабани Басу «Виктория и Абдул». Режиссёром стал Стивен Фрирз. В августе 2016 года к актёрскому составу присоединился Али Фазал, которому досталась роль Абдула Карима. Также стало известно, что в качестве сопродюсеров фильма выступят компании Working Title Films и BBC Films, а софинансированием будут заниматься BBC и Focus Features. Международный прокат взяла на себя компания Universal Pictures International. Сценарий фильма написал Ли Холл, продюсерами стали Бибан Кидрон, Трэйси Сиуорд, Тим Беван и Эрик Феллнер, а список актёров пополнили Эдди Иззард, Майкл Гэмбон, Тим Пиготт-Смит и Адиль Ахтар.
Съемки фильма начались 15 сентября 2016 года в Осборн-Хаус на острове Уайт в Англии.

## Критика
Фильм получил смешанные отзывы кинокритиков. Рейтинг фильма на сайте Rotten Tomatoes  — 66 % на основе 199 рецензий со средним баллом 6,1 из 10. Оценка фильма на сайте Metacritic — 58 из 100 на основе 34 рецензий критиков, что соответствует статусу «смешанные или средние отзывы».
Критик Энди Ли из Daily Express оценил фильм на 2 балла из 5, назвав персонажа Абдула «разочаровывающе рабским», а сюжет «достойным материалом для фарса», но похвалил Денч как «предсказуемо блестящую». В статье для NPR Элла Тейлор описала фильм как «странный гибрид, который является нежной историей любви без возможности оптимистичного финала», хотя похвалила сценарий и назвала его «смелым». Амру Аль-Кадхи из The Independent раскритиковал образ Абдула в фильме за его «оскорбительную двухмерность». 

## Награды и номинации
- 2018 — две номинация на премию «Оскар»: лучший дизайн костюмов (Консолата Бойл), лучший грим и причёски (Дэниел Филлипс, Лу Шеппард).
- 2018 — номинация на премию «Золотой глобус» за лучшую женскую роль — комедия или мюзикл (Джуди Денч).
- 2018 — номинация на премию BAFTA за лучший грим и причёски (Дэниел Филлипс).
- 2018 — три номинации на «Спутник»: лучшая женская роль (Джуди Денч), лучший адаптированный сценарий (Ли Холл), лучший дизайн костюмов (Консолата Бойл).
- 2018 — номинация на премию Гильдии киноактёров США за лучшую женскую роль (Джуди Денч).